# I Medici
I Medici är en opera i fyra akter med musik och libretto av Ruggero Leoncavallo. Med handlingen utspelad i renässansens Florens vid  Lorenzo de' Medicis hov, var operan tänkt som del ett i en planerad men ofullbordad trilogi med titeln Crepusculum. Operan hade premiär den 6 november 1893 på Teatro Dal Verme i Milano.

## Bakgrund och uppförandehistorik
I Medici var tänkt att vara första delen i en planerad men aldrig fullbordad trilogi med titeln Crepusculum, där andra och tredje operorna skulle heta Savonarola och I Borgia.  Ordet "crepusculum" är latin för "skymning", signalerande påverkan från Richard Wagners tetralogi Der Ring des Nibelungen (vars fjärde del heter "Gudaskymning" (Götterdammerung)). De två återstående operorna fullbordades aldrig.
Leoncavallo försökte skapa ett "episkt drama" för scenen. EN samtida kritiker konstaterade vid premiären: 
I I Medici har vi en historisk opera som har gjorts förut och som kommer att göras igen … [men] vi har varken en epok eller karaktärer som känns levande; vi har inte den mänskliga motpol till Wagners mytologiska trilogi som Leoncavallo blickade mot.
Operan hade premiär på Teatro Dal Verme i Milano den 9 november 1893. Den var ingen succé då och blev aldrig del av standardrepertoaren. Men den framfördes på Frankfurt Alte Oper 1993 i en konsertversion dirigerad av Marcello Viotti (operas första framförande på tyska) och gavs i en full iscensättning i mars 2013 på Theater Erfurt i Erfurt dirigerad av Emmanuel Joel-Hornak.

## Personer
| Roller                      | Stämma           | Premiärbesättning 9 november 1893 (Dirigent: Rodolfo Ferrari) |
| --------------------------- | ---------------- | ------------------------------------------------------------- |
| Giuliano de' Medici         | tenor            | Francesco Tamagno                                             |
| Lorenzo de' Medici          | baryton          | Ottorino Beltrami                                             |
| Simonetta Cattanei          | lyrisk sopran    | Adelina Stehle-Garbin                                         |
| Fioretta de' Gori           | dramatisk sopran | Adele Gini Pizzorni                                           |
| Giambattista da Montesecco  | bas              | Giovanni Scarneo                                              |
| Francesco de' Pazzi         | bas              | Ludovico Contini                                              |
| Bernardo Bandini Baroncelli | tenor            | Giovanni Pagliano                                             |
| Il Poliziano                | baryton          | Vittorio Bellati                                              |
| Francesco Salviati          | bass             | Gaetano Biancardi                                             |
| Simonettas moder            | mezzosopran      | Federica Casali                                               |

## Handling
Operan utspelas i renässansens Italien och rör intrigerna kring familjen Medici och Pazzisammansvärjningen. Giuliano de' Medici älskar Simonetta Cattanei, som försöker varna honom för sammansvärjningen mot hans familj. Men hon dödas av Montesecco, en lejd mördare av påven Sixtus V. Giuliano dödas av konspiratörerna men Lorenzo de' Medici flyr med hjälp av poeten Poliziano. Han vinner sina landsmäns förtroende och de dödar konspiratörerna.